# علم کواترنری
علم کواترنری (انگلیسی: Quaternary science) علم میان‌رشته‌ای مطالعه دوره کواترنری است که از ۲.۶ میلیون سال پیش تا کنون را در بر می‌گیرد. در این رشته عصر بخبندان کنونی و دوره میان‌یخچالی کنونی، هولوسن و دوره‌های یخچالی گوناگون مطالعه و بررسی می‌شود و با استفاده از شواهد رسوبی، گرده‌شناسی و... محیط طبیعی زمین در دوره کواترنری و تغییرات اقلیمی روی‌داده در آن بازسازی می‌شود.